# Torneo Nacional de Ascenso 2003-04
La Temporada 2003-04 del Torneo Nacional de Ascenso, segunda categoría del básquet argentino, fue la decimosegunda edición desde su creación. Comenzó a mediados de octubre de 2003 y finalizó en junio de 2004. Lo disputaron 14 equipos.
El campeón fue River Plate, quien superó a Regatas de Corrientes en la final. Si bien ambos habían logrado el ascenso, el partido entre ellos determinó al campeón.
Al finalizar la temporada, el club Deportivo Madryn compró una plaza para la próxima edición de la Liga Nacional y con ello también abandonó la categoría.
Por otra parte, al cabo de la primera fase, Quilmes AC abandonó la competencia. Tras la primera fecha del TNA 2, Andino SC también abandonó la competencia y entonces, la Asociación de Clubes determinó que ambos fueron los descendidos de temporada.

## Modo de disputa
El campeonato estuvo dividido en cuatro fases y otorgó dos ascensos a la Liga Nacional de Básquet 2004/05 y dos descensos a la Primera Nacional "B" 2004/05.
Serie regular
Primera fase
Los dieciséis equipos participantes se dividieron en dos zonas, Norte y Sur, donde se enfrentaron en duelos de ida y vuelta. Se otorgaron dos puntos por partido ganado y un punto por partido perdido.
Luego se los ordenó en una tabla teniendo en cuenta los resultados de los partidos y los mejores cuatro de cada zona clasificaron al TNA 1 mientras que los restantes equipos clasificaron al TNA 2.
Segunda fase
Para esta fase, los equipos arrastran la mitad de puntos obtenidos en la fase anterior.
Los ocho equipos del TNA 1 compitieron entre sí en duelos de ida y vuelta para clasificar a los cuartos de final. Los cuatro primeros clasificaron a dicha instancia. Los cuatro restantes avanzaron a la reclasificación.
Los ocho equipos del TNA 2 compitieron entre sí en duelos de ida y vuelta para no descender. Los dos peores equipos perdieron la categoría. Además, los cuatro mejores avanzaron a la reclasificación.
Ronda campeonato
Reclasificación
Los ocho equipos clasificados de los dos grupos TNA disputaron la reclasificación, donde los cuatro mejores tenían ventaja de localía. La fase fue de llaves de eliminación directa a 5 juegos. 
Eliminación general
A los cuatro ganadores de la reclasificación se les sumaron los cuatro mejores equipos del TNA 1, quienes tenían ventaja de localía. Los ocho equipos se enfrentaron entre sí en llaves de eliminación directa a cinco juegos.
Los ganadores de los cuartos de final disputaron las dos finales por el ascenso, y los dos ascendidos se enfrentaron entre sí para determinar al campeón.

## Equipos participantes

### Ascensos y descensos
Equipos entrantes
| Pos. | Ascendidos de la Primera Nacional "B" |
| ---- | ------------------------------------- |
| 1.º  | Olimpia Mami (Venado Tuerto)          |
| 2.º  | Sionista                              |

| Pos. | Descendidos de la LNB 2002-03 |
| ---- | ----------------------------- |
| 15.º | Estudiantes (Bahía Blanca)    |
| 16.º | Andino SC                     |

Equipos salientes
| Pos. | Ascendidos a la LNB 2003-04 |
| ---- | --------------------------- |
| 1.º  | Central Entrerriano         |
| 2.º  | Argentino (Junín)           |

| Pos. | Descendidos del TNA 2002-03 |
| ---- | --------------------------- |
| 13.º | San Isidro (San Francisco)  |
| 14.º | San Andrés                  |

### Cambios de plazas
| Compra plaza          |
| --------------------- |
| Club Asociación Mitre |
| Club El Nacional      |

### Equipos
| Club                         | Procedencia                              | Pabellón                              |
| Andino Sport Club            | La Rioja, La Rioja                       | Polideportivo Municipal Carlos Menem  |
| Asociación Atlética Quimsa   | Santiago del Estero, Santiago del Estero | Estadio Ciudad de Santiago del Estero |
| Atlético Echagüe Club        | Paraná, Entre Ríos                       | Estadio Luis Butta                    |
| Centro Juventud Sionista     | Paraná, Entre Ríos                       | Moisés Flesler                        |
| Club Asociación Mitre        | San Miguel de Tucumán, Tucumán           | Estadio Augusto Machado               |
| Club Atlético River Plate    | Buenos Aires, Buenos Aires               | Microestadio de River Plate           |
| Club Ciclista Juninense      | Junín, Buenos Aires                      | Coliseo del Boulevard                 |
| Club de Regatas Corrientes   | Corrientes, Corrientes                   | José Jorge Contte                     |
| Club El Nacional             | Bahía Blanca, Buenos Aires               | Estadio Osvaldo Casanova              |
| Club Estudiantes             | Bahía Blanca, Buenos Aires               | Estadio Osvaldo Casanova              |
| Club La Unión                | Colón, Entre Ríos                        | Estadio Carlos Delasoie               |
| Club Sportivo Independiente  | General Pico, La Pampa                   | Gigante de la Avenida                 |
| Club Tucumán Basketball      | San Miguel de Tucumán, Tucumán           | Estadio de Tucumán BB                 |
| Conarpesa - Deportivo Madryn | Puerto Madryn, Chubut                    | Palacio Aurinegro                     |
| Olimpia Mami                 | Venado Tuerto, Santa Fe                  | Olimpia BBC                           |
| Quilmes Atlético Club        | Quilmes, Buenos Aires                    | Quilmes AC                            |

## Primera fase

### Zona norte
| Equipo | Equipo           | PJ | PG | PP | Pts |
| ------ | ---------------- | -- | -- | -- | --- |
| 1.°    | Tucumán BB       | 14 | 11 | 3  | 25  |
| 2.°    | Regatas (C)      | 14 | 8  | 6  | 22  |
| 3.°    | Quimsa           | 14 | 8  | 6  | 22  |
| 4.°    | La Unión (C)     | 14 | 8  | 6  | 22  |
| 5.°    | Asociación Mitre | 14 | 7  | 7  | 21  |
| 6.°    | Sionista         | 14 | 7  | 7  | 21  |
| 7.°    | Echagüe          | 14 | 4  | 10 | 18  |
| 8.°    | Andino SC        | 14 | 3  | 11 | 17  |

|  | Clasificado al TNA 1. |
|  | Clasificado al TNA 2. |

| Regatas    | 89 - 87   | Quimsa           | José Jorge Contte       | 10 de octubre |
| Tucumán BB | 83 - 62   | Sionista         | Tucumán BB              | 10 de octubre |
| Echagüe    | 105 - 100 | Asociación Mitre | Luis Butta              | 10 de octubre |
| Andino SC  | 87 - 90   | La Unión         | Polideportivo Municipal | 10 de octubre |

| Asociación Mitre | 72 - 73  | Tucumán BB | Augusto Machado        | 17 de octubre |
| La Unión         | 109 - 87 | Echagüe    | Carlos Delasoie        | 17 de octubre |
| Andino SC        | 74 - 87  | Regatas    | Polideortivo Municipal | 17 de octubre |
| Sionista         | 94 - 78  | Quimsa     | Moisés Flesler         | 19 de octubre |

| Tucumán BB | 91 - 72 | La Unión         | Tucumán BB        | 24 de octubre |
| Regatas    | 70 - 99 | Sionista         | José Jorge Contte | 24 de octubre |
| Quimsa     | 91 - 86 | Asociación Mitre | Estadio Ciudad    | 24 de octubre |
| Echagüe    | 75 - 78 | Andino SC        | Luis Butta        | 24 de octubre |

| La Unión         | 98 - 82 | Quimsa     | Carlos Delasoie         | 29 de octubre |
| Echagüe          | 77 - 87 | Regatas    | Luis Butta              | 29 de octubre |
| Andino SC        | 67 - 78 | Tucumán BB | Polideportivo Municipal | 29 de octubre |
| Asociación Mitre | 90 - 84 | Sionista   | Augusto Machado         | 29 de octubre |

| Tucumán BB | 87 - 71 | Echagüe          | Tucumán BB        | 2 de noviembre |
| Regatas    | 85 - 95 | Asociación Mitre | José Jorge Contte | 2 de noviembre |
| Quimsa     | 96 - 89 | Andino SC        | Estadio Ciudad    | 2 de noviembre |
| La Unión   | 98 - 88 | Sionista         | Carlos Delasoie   | 2 de noviembre |

| Regatas   | 78 - 80 | Tucumán BB       | José Jorge Contte       | 7 de noviembre |
| La Unión  | 94 - 81 | Asociación Mitre | Carlos Delasoie         | 7 de noviembre |
| Echagüe   | 69 - 76 | Quimsa           | Luis Butta              | 7 de noviembre |
| Andino SC | 89 - 84 | Sionista         | Polideportivo Municipal | 7 de noviembre |

| Regatas          | 91 - 69 | La Unión   | José Jorge Contte | 13 de noviembre |
| Asociación Mitre | 96 - 78 | Andino SC  | Augusto Machado   | 14 de noviembre |
| Quimsa           | 69 - 75 | Tucumán BB | Estadio Ciudad    | 14 de noviembre |
| Sionista         | 76 - 74 | Echagüe    | Moisés Flesler    | 15 de noviembre |

| Sionista         | 90 - 76  | Tucumán BB | Moisés Flesler  | 19 de noviembre |
| La Unión         | 90 - 93  | Andino SC  | Carlos Delasoie | 19 de noviembre |
| Quimsa           | 79 - 77  | Regatas    | Estadio Ciudad  | 19 de noviembre |
| Asociación Mitre | 103 - 77 | Echagüe    | Augusto Machado | 21 de noviembre |

| Echagüe    | 79 - 76 | La Unión         | Luis Butta        | 23 de noviembre |
| Regatas    | 88 - 65 | Andino SC        | José Jorge Contte | 23 de noviembre |
| Tucumán BB | 85 - 70 | Asociación Mitre | Tucumán BB        | 23 de noviembre |
| Quimsa     | 95 - 67 | Sionista         | Estadio Ciudad    | 23 de noviembre |

| La Unión         | 99 - 101 | Tucumán BB | Carlos Delasoie         | 29 de noviembre |
| Asociación Mitre | 71 - 78  | Quimsa     | Augusto Machado         | 29 de noviembre |
| Andino SC        | 70 - 99  | Echagüe    | Polideportivo Municipal | 29 de noviembre |
| Sionista         | 82 - 85  | Regatas    | Moisés Flesler          | 29 de noviembre |

| Tucumán BB | 79 - 58 | Andino SC        | Tucumán BB        | 5 de diciembre |
| Quimsa     | 78 - 80 | La Unión         | Estadio Ciudad    | 5 de diciembre |
| Regatas    | 97 - 68 | Echagüe          | José Jorge Contte | 5 de diciembre |
| Sionista   | 77 - 71 | Asociación Mitre | Moisés Flesler    | 6 de diciembre |

| Asociación Mitre | 100 - 89 | Regatas    | Augusto Machado         | 10 de diciembre |
| La Unión         | 96 - 85  | Sionista   | Carlos Delasoie         | 10 de diciembre |
| Andino SC        | 75 - 103 | Quimsa     | Polideportivo Municipal | 10 de diciembre |
| Echagüe          | 97 - 78  | Tucumán BB | Luis Butta              | 12 de diciembre |

| Regatas          | 80 - 75  | Tucumán BB | José Jorge Contte | 14 de diciembre |
| Asociación Mitre | 99 - 94  | La Unión   | Augusto Machado   | 14 de diciembre |
| Sionista         | 102 - 66 | Andino SC  | Moisés Flesler    | 14 de diciembre |
| Quimsa           | 93 - 92  | Echagüe    | Estadio Ciudad    | 14 de diciembre |

| Tucumán BB | 108 - 79 | Quimsa           | Tucumán BB              | 19 de diciembre |
| La Unión   | 109 - 90 | Regatas          | Carlos Delasoie         | 19 de diciembre |
| Echagüe    | 70 - 92  | Sionista         | Luis Butta              | 19 de diciembre |
| Andino SC  | 95 - 103 | Asociación Mitre | Polideportivo Municipal | 19 de diciembre |

### Zona sur
| Equipo | Equipo                       | PJ | PG | PP | Pts |
| ------ | ---------------------------- | -- | -- | -- | --- |
| 1.°    | River Plate                  | 14 | 11 | 3  | 25  |
| 2.°    | El Nacional (BB)             | 14 | 10 | 4  | 24  |
| 3.°    | Olimpia Mami (VT)            | 14 | 10 | 4  | 24  |
| 4.°    | Conarpesa - Deportivo Madryn | 14 | 8  | 6  | 22  |
| 5.°    | Independiente (Gral. Pico)   | 14 | 6  | 8  | 20  |
| 6.°    | Ciclista Juninense           | 14 | 5  | 9  | 19  |
| 7.°    | Estudiantes (BB)             | 14 | 5  | 9  | 19  |
| 8.°    | Quilmes AC                   | 14 | 1  | 13 | 15  |

|  | Clasificado al TNA 1. |
|  | Clasificado al TNA 2. |

| Estudiantes             | 101 - 87 | Ciclista Juninense | Osvaldo Casanova      | 9 de octubre  |
| Quilmes AC              | 81 - 78  | River Plate        | Quilmes AC            | 10 de octubre |
| Independiente           | 82 - 87  | El Nacional        | Gigante de la Avenida | 10 de octubre |
| Conarpesa - Dep. Madryn | 88 - 79  | Olimpia Mami       | Palacio Aurinegro     | 10 de octubre |

| Ciclista Juninense      | 78 - 98 | River Plate        | Coliseo del Boulevard | 17 de octubre |
| Conarpesa - Dep. Madryn | 86 - 60 | Quilmes            | Palacio Aurinegro     | 17 de octubre |
| Olimpia Mami            | 82 - 76 | Independiente (GP) | Olimpia BBC           | 19 de octubre |
| El Nacional             | 80 - 81 | Estudiantes        | Osvaldo Casanova      | 19 de octubre |

| Estudiantes   | 85 - 70 | Olimpia Mami            | Osvaldo Casanova      | 23 de octubre |
| Independiente | 89 - 93 | Conarpesa - Dep. Madryn | Gigante de la Avenida | 24 de octubre |
| River Plate   | 93 - 78 | El Nacional             | Microestadio de River | 24 de octubre |
| Quilmes AC    | 66 - 72 | Ciclista Juninense      | Quilmes AC            | 24 de octubre |

| Conarpesa - Dep. Madryn | 92 - 71 | Estudiantes        | Palacio Aurinegro     | 29 de octubre |
| Olimpia Mami            | 81 - 59 | River Plate        | Olimpia BBC           | 29 de octubre |
| Independiente           | 93 - 69 | Quilmes            | Gigante de la Avenida | 29 de octubre |
| El Nacional             | 95 - 70 | Ciclista Juninense | Osvaldo Casanova      | 30 de octubre |

| River Plate        | 83 - 89  | Conarpesa - Dep. Madryn | Microestadio de River | 2 de noviembre |
| Estudiantes        | 88 - 108 | Independiente           | Osvaldo Casanova      | 2 de noviembre |
| Ciclista Juninense | 76 - 82  | Olimpia Mami            | Coliseo del Boulevard | 2 de noviembre |
| Quilmes AC         | 84 - 116 | El Nacional             | Quilmes AC            | 2 de noviembre |

| Estudiantes             | 81 - 67 | Quilmes AC         | Osvaldo Casanova      | 6 de noviembre |
| Conarpesa - Dep. Madryn | 99 - 83 | Ciclista Juninense | Palacio Aurinegro     | 7 de noviembre |
| Independiente           | 97 - 99 | River Plate        | Gigante de la Avenida | 7 de noviembre |
| Olimpia Mami            | 76 - 71 | El Nacional        | Olimpia BBC           | 9 de noviembre |

| Quilmes AC         | 78 - 81 | Olimpia Mami            | Quilmes AC            | 14 de noviembre |
| El Nacional        | 91 - 88 | Conarpesa - Dep. Madryn | Osvaldo Casanova      | 14 de noviembre |
| River Plate        | 82 - 76 | Estudiantes             | Microestadio de River | 14 de noviembre |
| Ciclista Juninense | 84 - 78 | Independiente           | Coliseo del Boulevard | 15 de noviembre |

| El Nacional        | 93 - 86  | Independiente           | Osvaldo Casanova      | 19 de noviembre |
| River Plate        | 94 - 67  | Quilmes AC              | Microestadio de River | 19 de noviembre |
| Ciclista Juninense | 105 - 86 | Estudiantes             | Gigante del Boulevard | 19 de noviembre |
| Olimpia Mami       | 71 - 68  | Conarpesa - Dep. Madryn | Olimpia BBC           | 19 de noviembre |

| Quilmes AC    | 83 - 108 | Conarpesa - Dep. Madryn | Quilmes AC            | 22 de noviembre |
| Independiente | 65 - 69  | Olimpia Mami            | Gigante de la Avenida | 23 de noviembre |
| Estudiantes   | 81 - 96  | El Nacional             | Osvaldo Casanova      | 23 de noviembre |
| River Plate   | 93 - 88  | Ciclista Juninense      | Microestadio de River | 23 de noviembre |

| Conarpesa - Dep. Madryn | 75 - 78 | Independiente | Palacio Aurinegro     | 29 de noviembre |
| Olimpia Mami            | 84 - 82 | Estudiantes   | Olimpia BBC           | 29 de noviembre |
| Ciclista Juninense      | 79 - 63 | Quilmes AC    | Coliseo del Boulevard | 29 de noviembre |
| El Nacional             | 84 - 88 | River Plate   | Osvaldo Casanova      | 30 de noviembre |

| Estudiantes        | 76 - 81  | Conarpesa - Dep. Madryn | Osvaldo Casanova      | 4 de diciembre |
| River Plate        | 83 - 80  | Olimpia Mami            | Microestadio de River | 5 de diciembre |
| Ciclista Juninense | 87 - 96  | El Nacional             | Coliseo del Boulevard | 5 de diciembre |
| Quilmes AC         | 82 - 119 | Independiente           | Quilmes AC            | 5 de diciembre |

| Conarpesa - Dep. Madryn | 87 - 95  | River Plate        | Palacio Aurinegro     | 10 de diciembre |
| Independiente           | 101 - 78 | Estudiantes        | Gigante de la Avenida | 10 de diciembre |
| Olimpia Mami            | 70 - 60  | Ciclista Juninense | Olimpia BBC           | 10 de diciembre |
| El Nacional             | 88 - 70  | Quilmes AC         | Osvaldo Casanova      | 10 de diciembre |

| Ciclista Juninense | 94 - 81  | Conarpesa - Dep. Madryn | Coliseo del Boulevard | 14 de diciembre |
| El Nacional        | 112 - 80 | Olimpia Mami            | Osvaldo Casanova      | 14 de diciembre |
| River Plate        | 92 - 77  | Independiente           | Microestadio de River | 14 de diciembre |
| Quilmes AC         | 65 - 105 | Estudiantes             | Quilmes AC            | 15 de diciembre |

| Olimpia Mami            | 90 - 75  | Quilmes AC        | Olimpia BBC           | 19 de noviembre |
| Independiente (GP)      | 96 - 94  | Ciclisa Juninense | Gigante de la Avenida | 19 de noviembre |
| Estudiantes             | 98 - 102 | River Plate       | Osvaldo Casanova      | 19 de noviembre |
| Conarpesa - Dep. Madryn | 73 - 79  | El Nacional       | Palacio Aurinegro     | 19 de noviembre |

## Segunda fase

### TNA 1
| Equipo | Equipo                  | A    | PJ | PG | PP | Pts       |
| ------ | ----------------------- | ---- | -- | -- | -- | --------- |
| 1.°    | River Plate             | 12.5 | 14 | 10 | 4  | 36.5      |
| 2.°    | Olimpia Mami (VT)       | 12.0 | 14 | 8  | 6  | 34.0      |
| 3.°    | Quimsa                  | 11.0 | 14 | 9  | 3  | 34.0      |
| 4.°    | Tucumán BB              | 12.5 | 14 | 8  | 6  | 33.5 (-1) |
| 5.°    | El Nacional (BB)        | 12.0 | 14 | 6  | 8  | 33.0      |
| 6.°    | Conarpesa - Dep. Madryn | 11.0 | 14 | 6  | 8  | 33.0      |
| 7.°    | Regatas (C)             | 11.0 | 14 | 7  | 7  | 31.0 (-1) |
| 8.°    | La Unión (C)            | 11.0 | 14 | 1  | 13 | 26.0      |

|  | Clasificado a cuartos de final.   |
|  | Clasificado a la reclasificación. |

Nota: Tucumán BB y Regatas sufrieron la quita de un punto.
| El Nacional  | 84 - 86  | Quimsa                  | Osvaldo Casanova      | 4 de enero |
| River        | 103 - 82 | La Unión                | Microestadio de River | 4 de enero |
| Tucumán BB   | 102 - 92 | Regatas                 | Tucumán BB            | 4 de enero |
| Olimpia Mami | 70 - 62  | Conarpesa - Dep. Madryn | Olimpia BBC           | 4 de enero |

| Olimpia Mami            | 95 - 83  | El Nacional | Olimpia BBC       | 9 de enero |
| Conarpesa - Dep. Madryn | 102 - 91 | Tucumán BB  | Palacio Aurinegro | 9 de enero |
| Regatas                 | 79 - 87  | River Plate | José Jorge Contte | 9 de enero |
| La Unión                | 94 - 76  | Quimsa      | Carlos Delasoie   | 9 de enero |

| River Plate | 80 - 82 | Conarpesa - Dep. Madryn | Microestadio de River | 16 de enero |
| Tucumán BB  | 82 - 76 | Olimpia Mami            | Tucumán BB            | 16 de enero |
| Quimsa      | 84 - 82 | Regatas                 | Estadio Ciudad        | 16 de enero |
| El Nacional | 88 - 73 | La Unión                | Osvaldo Casanova      | 17 de enero |

| Tucumán BB              | 70 - 80 | El Nacional | Tucumán BB        | 23 de enero |
| Olimpia Mami            | 66 - 88 | River Plate | Olimpia BBC       | 23 de enero |
| Conarpesa - Dep. Madryn | 75 - 71 | Quimsa      | Palacio Aurinegro | 23 de enero |
| Regatas                 | 87 - 83 | La Unión    | José Jorge Contte | 23 de enero |

| La Unión    | 84 - 86 | Conarpesa - Dep. Madryn | Carlos Delasoie       | 30 de enero |
| Quimsa      | 82 - 77 | Olimpia Mami            | Estadio Ciudad        | 30 de enero |
| River Plate | 90 - 94 | Tucumán BB              | Microestadio de River | 30 de enero |
| El Nacional | 98 - 72 | Regatas                 | Osvaldo Casanova      | 31 de enero |

| River Plate             | 88 - 76  | El Nacional | Microestadio de River | 6 de febrero |
| Tucumán BB              | 99 - 107 | Quimsa      | Tucumán BB            | 6 de febrero |
| Conarpesa - Dep. Madryn | 102 - 98 | Regatas     | Palacio Aurinegro     | 6 de febrero |
| Olimpia Mami            | 92 - 88  | La Unión    | Olimpia BBC           | 6 de febrero |

| Quimsa      | 88 - 85 | River Plate             | Estadio Ciudad    | 13 de febrero |
| Regatas     | 92 - 86 | Olimpia Mami            | José Jorge Contte | 13 de febrero |
| El Nacional | 90 - 87 | Conarpesa - Dep. Madryn | Osvaldo Casanova  | 14 de febrero |
| La Unión    | 89 - 91 | Tucumán BB              | Carlos Delasoie   | 14 de febrero |

| Quimsa                  | 82 - 75 | El Nacional  | Estadio Ciudad    | 20 de febrero |
| La Unión                | 82 - 93 | River Plate  | Carlos Delasoie   | 20 de febrero |
| Regatas                 | 85 - 86 | Tucumán BB   | José Jorge Contte | 20 de febrero |
| Conarpesa - Dep. Madryn | 84 - 89 | Olimpia Mami | Palacio Aurinegro | 20 de febrero |

| River Plate | 97 - 76 | Regatas                 | Microestadio de River | 27 de febrero |
| Quimsa      | 99 - 86 | La Unión                | Estadio Ciudad        | 27 de febrero |
| Tucumán BB  | 88 - 77 | Conarpesa - Dep. Madryn | Tucumán BB            | 27 de febrero |
| El Nacional | 86 - 91 | Olimpia Mami            | Osvaldo Casanova      | 28 de febrero |

| Conarpesa - Dep. Madryn | 116 - 119 | River Plate | Palacio Aurinegro | 5 de marzo |
| Regatas                 | 88 - 78   | Quimsa      | José Jorge Contte | 5 de marzo |
| La Unión                | 88 - 94   | El Nacional | Carlos Delasoie   | 5 de marzo |
| Olimpia Mami            | 86 - 76   | Tucumán BB  | Olimpia BBC       | 5 de marzo |

| River Plate | 91 - 86 | Olimpia Mami            | Microestadio de River | 12 de marzo |
| Quimsa      | 92 - 86 | Conarpesa - Dep. Madryn | Estadio Ciudad        | 12 de marzo |
| La Unión    | 78 - 95 | Regatas                 | Carlos Delasoie       | 12 de marzo |
| El Nacional | 60 - 87 | Tucumán BB              | Osvaldo Casanova      | 13 de marzo |

| Tucumán BB              | 84 - 79  | River Plate | Tucumán BB        | 18 de marzo |
| Olimpia Mami            | 110 - 91 | Quimsa      | Olimpia BBC       | 18 de marzo |
| Regatas                 | 82 - 68  | El Nacional | José Jorge Contte | 18 de marzo |
| Conarpesa - Dep. Madryn | 109 - 86 | La Unión    | Palacio Aurinegro | 18 de marzo |

| El Nacional | 88 - 100 | River Plate             | Osvaldo Casanova | 24 de marzo |
| Quimsa      | 92 - 86  | Tucumán BB              | Estadio Ciudad   | 24 de marzo |
| La Unión    | 84 - 91  | Olimpia Mami            | Carlos Delasoie  | 24 de marzo |
| Regatas     | 97 - 94  | Conarpesa - Dep. Madryn |                  | 24 de marzo |

| River Plate             | 98 - 76  | Quimsa      | Microestadio de River | 28 de marzo |
| Olimpia Mami            | 92 - 96  | Regatas     | Olimpia BBC           | 28 de marzo |
| Conarpesa - Dep. Madryn | 82 - 119 | El Nacional | Palacio Aurinegro     | 28 de marzo |
| Tucumán BB              | PG - PP  | La Unión    | Tucumán BB            | 28 de marzo |

### TNA 2
Ante el abandono de la competencia por parte de Andino SC y Quilmes AC la AdC determinó que todos los contrincantes que debieron enfrenta al primero ganaron sus partidos por 20 - 0, mientras que quienes debían enfrentar al segundo tuviesen fecha libre, ya que el abandono de Quilmes se dio antes de que comience la competencia en la segunda fase.
| Equipo | Equipo             | A    | PJ | PG | PP | Pts       |
| ------ | ------------------ | ---- | -- | -- | -- | --------- |
| 1.°    | Independiente (GP) | 10.0 | 10 | 7  | 3  | 27.0 (+4) |
| 2.°    | Asociación Mitre   | 10.5 | 10 | 6  | 4  | 26.5 (+4) |
| 3.°    | Ciclista Juninense | 9.5  | 10 | 6  | 4  | 25.5 (+4) |
| 4.°    | Echagüe            | 9.0  | 10 | 6  | 4  | 25.0 (+4) |
| 5.°    | Sionista           | 10.5 | 10 | 4  | 6  | 24.5 (+4) |
| 6.°    | Estudiantes (BB)   | 9.5  | 10 | 1  | 9  | 20.5 (+4) |
| 7.°    | Andino SC          | 8.5  | 1  | -  | 1  | 9.5       |
| 8.°    | Quilmes AC         | 7.5  | -  | -  | -  | -         |

|  | Clasificado a la reclasificación.     |
|  | Descendido a la Primera Nacional "B". |

Nota: en la tabla se computan los partidos jugados por cada equipo participante, ignorando los enfrentamientos ante Quilmes y Andino.
El (+4) que figura al lado de la puntuación corresponde a los enfrentamientos de cada equipo contra Andino SC.
| Andino SC                 | 76 - 81 | Asociación Mitre | Polideportivo Municipal | 4 de enero |
| Echagüe                   | 78 - 89 | Sionista         | Luis Butta              | 4 de enero |
| Independiente             | 81 - 74 | Estudiantes BB   | Gigante de la Avenida   | 4 de enero |
| Libre: Ciclista Juninense |         |                  |                         |            |

| Estudiantes BB                      | 82 - 94  | Echagüe            | Osvaldo Casanova | 8 de enero |
| Asociación Mitre                    | 109 - 84 | Ciclista Juninense | Augusto Machado  | 9 de enero |
| Sionista                            | 20 - 0   | Andino SC          |                  |            |
| Libre: Independiente (General Pico) |          |                    |                  |            |

| Echagüe                 | 81 - 69 | Independiente  | Luis Butta            | 16 de enero |
| Ciclista Juninense      | 78 - 74 | Sionista       | Coliseo del Boulevard | 16 de enero |
| Andino SC               | 0 - 20  | Estudiantes BB |                       |             |
| Libre: Asociación Mitre |         |                |                       |             |

| Estudiantes BB | 81 - 84 | Ciclista Juninense | Osvaldo Casanova | 22 de enero |
| Sionista       | 96 - 95 | Asociación Mitre   | Moisés Flesler   | 24 de enero |
| Independiente  | 20 - 0  | Andino SC          |                  |             |
| Libre: Echagüe |         |                    |                  |             |

| Asociación Mitre   | 90 - 87 | Estudiantes BB | Augusto Machado       | 30 de enero |
| Ciclista Juninense | 76 - 90 | Independiente  | Coliseo del Boulevard | 30 de enero |
| Andino SC          | 20 - 0  | Echagüe        |                       |             |
| Libre: Sionista    |         |                |                       |             |

| Estudiantes BB                                       | 86 - 81  | Sionista           | Osvaldo Casanova      | 5 de febrero |
| Independiente                                        | 113 - 99 | Asociación Mitre   | Gigante de la Avenida | 6 de febrero |
| Echagüe                                              | 79 - 71  | Ciclista Juninense | Luis Butta            | 6 de febrero |
| Libre: Andino SC (programado Andino SC - Quilmes AC) |          |                    |                       |              |

| Asociación Mitre                  | 119 - 106 | Echagüe       | Augusto Machado | 13 de febrero |
| Sionista                          | 89 - 101  | Independiente | Moisés Flesler  | 14 de febrero |
| Ciclista Juninense                | 0 - 20    | Andino SC     |                 |               |
| Libre: Estudiantes (Bahía Blanca) |           |               |                 |               |

| Estudiantes BB            | 73 - 82 | Independiente | Osvaldo Casanova | 19 de febrero |
| Sionista                  | 85 - 91 | Echagüe       | Moisés Flesler   | 21 de febrero |
| Asociación Mitre          | 0 - 20  | Andino SC     |                  |               |
| Libre: Ciclista Juninense |         |               |                  |               |

| Ciclista Juninense                  | 100 - 81 | Asociación Mitre | Coliseo del Boulevard | 26 de febrero |
| Echagüe                             | 96 - 90  | Estudiantes BB   | Luis Butta            | 27 de febrero |
| Andino SC                           | 20 - 0   | Sionista         |                       |               |
| Libre: Independiente (General Pico) |          |                  |                       |               |

| Independiente           | 84 - 80 | Echagüe            | Gigante de la Avenida | 5 de marzo |
| Sionista                | 81 - 59 | Ciclista Juninense | Moisés Flesler        | 6 de marzo |
| Estudiantes BB          | 0 - 20  | Andino SC          |                       |            |
| Libre: Asociación Mitre |         |                    |                       |            |

| Ciclista Juninense | 100 - 89 | Estudiantes BB | Coliseo del Boulevard | 11 de marzo |
| Asociación Mitre   | 88 - 81  | Sionista       | Augusto Machado       | 12 de marzo |
| Andino SC          | 20 - 0   | Independiente  |                       |             |
| Libre: Echagüe     |          |                |                       |             |

| Estudiantes BB  | 93 - 100 | Asociación Mitre   | Osvaldo Casanova      | 18 de marzo |
| Independiente   | 89 - 101 | Ciclista Juninense | Gigante de la Avenida | 18 de marzo |
| Echagüe         | 0 - 20   | Andino SC          |                       |             |
| Libre: Sionista |          |                    |                       |             |

| Asociación Mitre                                     | 94 - 87  | Independiente  | Augusto Machado       | 24 de marzo |
| Sionista                                             | 110 - 81 | Estudiantes BB | Moisés Flesler        | 24 de marzo |
| Ciclista Juninense                                   | 84 - 78  | Echagüe        | Coliseo del Boulevard | 24 de marzo |
| Libre: Andino SC (programado Quilmes AC - Andino SC) |          |                |                       |             |

| Echagüe                           | PG - PP | Asociación Mitre   | Luis Butta            | 28 de marzo |
| Independiente                     | PG - PP | Sionista           | Gigante de la Avenida | 28 de marzo |
| Andino SC                         | 20 - 0  | Ciclista Juninense |                       |             |
| Libre: Estudiantes (Bahía Blanca) |         |                    |                       |             |

## Tercera fase

### Primer ascenso
|  | Reclasificación    | Reclasificación |                    |   | Semifinales | Semifinales |  |             | Final | Final |  |
|  |                    |                 |                    |   |             |             |  |             |       |       |  |
|  |                    |                 |                    |   |             |             |  |             |       |       |  |
|  |                    |                 |                    |   |             |             |  |             |       |       |  |
|  |                    |                 |                    |   |             |             |  |             |       |       |  |
|  |                    |                 |                    |   |             |             |  |             |       |       |  |
|  |                    | River Plate     | 3                  |   |             |             |  |             |       |       |  |
|  |                    |                 | 3                  |   |             |             |  |             |       |       |  |
|  |                    |                 | Independiente (GP) | 0 |             |             |  |             |       |       |  |
|  | La Unión (C)       | 2               | Independiente (GP) | 0 |             |             |  |             |       |       |  |
|  | La Unión (C)       | 2               |                    |   |             |             |  |             |       |       |  |
|  | Independiente (GP) | 3               |                    |   |             |             |  |             |       |       |  |
|  | Independiente (GP) | 3               |                    |   |             |             |  | River Plate | 3     |       |  |
|  |                    |                 |                    |   |             |             |  | River Plate | 3     |       |  |
|  |                    |                 | El Nacional (BB)   | 0 |             |             |  |             |       |       |  |
|  |                    |                 | El Nacional (BB)   | 0 |             |             |  |             |       |       |  |
|  |                    |                 |                    |   |             |             |  |             |       |       |  |
|  |                    |                 |                    |   |             |             |  |             |       |       |  |
|  |                    | Tucumán BB      | 1                  |   |             |             |  |             |       |       |  |
|  |                    |                 | 1                  |   |             |             |  |             |       |       |  |
|  |                    |                 | El Nacional (BB)   | 3 |             |             |  |             |       |       |  |
|  | El Nacional (BB)   | 3               | El Nacional (BB)   | 3 |             |             |  |             |       |       |  |
|  | El Nacional (BB)   | 3               |                    |   |             |             |  |             |       |       |  |
|  | Echagüe            | 0               |                    |   |             |             |  |             |       |       |  |
|  | Echagüe            | 0               |                    |   |             |             |  |             |       |       |  |
|  |                    |                 |                    |   |             |             |  |             |       |       |  |

El equipo situado en la primera línea es el que obtuvo la ventaja de localía.

#### Reclasificación
La Unión (Colón) - Independiente (General Pico)
| 2 de abril | La Unión (Colón)                             | 100–92  | Independiente (GP) |                                          |  |  |
|            | Parciales: 22 - 23, 25 - 12 25 - 26, 28 - 31 |         |                    |                                          |  |  |
|            |                                              | Reporte |                    | Pabellón: Estadio Carlos Delasoie, Colón |  |  |
| 1 - 0      |                                              |         |                    |                                          |  |  |
|            |                                              |         |                    |                                          |  |  |

| 4 de abril | La Unión (Colón)                             | 94–70   | Independiente (GP) |                                          |  |  |
|            | Parciales: 22 - 16, 23 - 20 27 - 22, 22 - 12 |         |                    |                                          |  |  |
|            |                                              | Reporte |                    | Pabellón: Estadio Carlos Delasoie, Colón |  |  |
| 2 - 0      |                                              |         |                    |                                          |  |  |
|            |                                              |         |                    |                                          |  |  |

| 9 de abril | Independiente (GP)                           | 85–76   | La Unión (Colón) |                                               |  |  |
|            | Parciales: 31 - 18, 20 - 18 13 - 21, 21 - 19 |         |                  |                                               |  |  |
|            |                                              | Reporte |                  | Pabellón: Gigante de la Avenida, General Pico |  |  |
| 1 - 2      |                                              |         |                  |                                               |  |  |
|            |                                              |         |                  |                                               |  |  |

| 11 de abril | Independiente (GP)                           | 99–59   | La Unión (Colón) |                                               |  |  |
|             | Parciales: 28 - 14, 22 - 14 27 - 14, 22 - 17 |         |                  |                                               |  |  |
|             |                                              | Reporte |                  | Pabellón: Gigante de la Avenida, General Pico |  |  |
| 2 - 2       |                                              |         |                  |                                               |  |  |
|             |                                              |         |                  |                                               |  |  |

| 13 de abril | La Unión (Colón)                             | 88–89   | Independiente (GP) |                                          |  |  |
|             | Parciales: 27 - 25, 27 - 20 20 - 23, 14 - 21 |         |                    |                                          |  |  |
|             |                                              | Reporte |                    | Pabellón: Estadio Carlos Delasoie, Colón |  |  |
| 2 - 3       |                                              |         |                    |                                          |  |  |
|             |                                              |         |                    |                                          |  |  |

El Nacional - Echagüe
| 2 de abril | El Nacional (BB)                             | 91–79   | Echagüe |                                                  |  |  |
|            | Parciales: 15 - 28, 23 - 21 24 - 10, 29 - 20 |         |         |                                                  |  |  |
|            |                                              | Reporte |         | Pabellón: Estadio Osvaldo Casanova, Bahía Blanca |  |  |
| 1 - 0      |                                              |         |         |                                                  |  |  |
|            |                                              |         |         |                                                  |  |  |

| 4 de abril | El Nacional (BB)                             | 104–82  | Echagüe |                                                  |  |  |
|            | Parciales: 25 - 21, 20 - 17 27 - 16, 32 - 28 |         |         |                                                  |  |  |
|            |                                              | Reporte |         | Pabellón: Estadio Osvaldo Casanova, Bahía Blanca |  |  |
| 2 - 0      |                                              |         |         |                                                  |  |  |
|            |                                              |         |         |                                                  |  |  |

| 9 de abril | Echagüe                                      | 92–98   | El Nacional (BB) |                                      |  |  |
|            | Parciales: 21 - 26, 13 - 30 29 - 21, 29 - 21 |         |                  |                                      |  |  |
|            |                                              | Reporte |                  | Pabellón: Estadio Luis Butta, Paraná |  |  |
| 0 - 3      |                                              |         |                  |                                      |  |  |
|            |                                              |         |                  |                                      |  |  |

#### Semifinales
River Plate - Independiente
| 16 de abril | River Plate                                  | 103–101 | Independiente (GP) |                                                    |  |  |
|             | Parciales: 27 - 30, 29 - 21 23 - 22, 24 - 28 |         |                    |                                                    |  |  |
|             |                                              | Reporte |                    | Pabellón: Microestadio de River Plate Buenos Aires |  |  |
| 1 - 0       |                                              |         |                    |                                                    |  |  |
|             |                                              |         |                    |                                                    |  |  |

| 18 de abril | River Plate                                  | 86–76   | Independiente (GP) |                                                    |  |  |
|             | Parciales: 23 - 22, 21 - 17 25 - 10, 17 - 27 |         |                    |                                                    |  |  |
|             |                                              | Reporte |                    | Pabellón: Microestadio de River Plate Buenos Aires |  |  |
| 2 - 0       |                                              |         |                    |                                                    |  |  |
|             |                                              |         |                    |                                                    |  |  |

| 23 de abril | Independiente (GP)                           | 89–94   | River Plate |                                               |  |  |
|             | Parciales: 18 - 24, 26 - 17 17 - 23, 28 - 30 |         |             |                                               |  |  |
|             |                                              | Reporte |             | Pabellón: Gigante de la Avenida, General Pico |  |  |
| 0 - 3       |                                              |         |             |                                               |  |  |
|             |                                              |         |             |                                               |  |  |

Tucumán BB - El Nacional
| 16 de abril | Tucumán BB                                   | 80–68   | El Nacional (BB) |                                          |  |  |
|             | Parciales: 20 - 26, 19 - 15 25 - 12, 16 - 15 |         |                  |                                          |  |  |
|             |                                              | Reporte |                  | Pabellón: Estadio de Tucumán BB, Tucumán |  |  |
| 1 - 1       |                                              |         |                  |                                          |  |  |
|             |                                              |         |                  |                                          |  |  |

| 18 de abril | Tucumán BB                                   | 83–87   | El Nacional (BB) |                                          |  |  |
|             | Parciales: 19 - 29, 20 - 18 23 - 19, 21 - 21 |         |                  |                                          |  |  |
|             |                                              | Reporte |                  | Pabellón: Estadio de Tucumán BB, Tucumán |  |  |
| 1 - 1       |                                              |         |                  |                                          |  |  |
|             |                                              |         |                  |                                          |  |  |

| 23 de abril | El Nacional (BB)                             | 89–75   | Tucumán BB |                                                  |  |  |
|             | Parciales: 24 - 22, 18 - 10 18 - 21, 29 - 22 |         |            |                                                  |  |  |
|             |                                              | Reporte |            | Pabellón: Estadio Osvaldo Casanova, Bahía Blanca |  |  |
| 2 - 1       |                                              |         |            |                                                  |  |  |
|             |                                              |         |            |                                                  |  |  |

| 25 de abril | El Nacional (BB)                             | 83–77   | Tucumán BB |                                                  |  |  |
|             | Parciales: 16 - 21, 23 - 20 16 - 20, 28 - 16 |         |            |                                                  |  |  |
|             |                                              | Reporte |            | Pabellón: Estadio Osvaldo Casanova, Bahía Blanca |  |  |
| 3 - 1       |                                              |         |            |                                                  |  |  |
|             |                                              |         |            |                                                  |  |  |

#### Final
River Plate - El Nacional
| 30 de abril | River Plate                                  | 75–63   | El Nacional (BB) |                                                    |  |  |
|             | Parciales: 26 - 15, 17 - 10 14 - 27, 18 - 11 |         |                  |                                                    |  |  |
|             |                                              | Reporte |                  | Pabellón: Microestadio de River Plate Buenos Aires |  |  |
| 1 - 0       |                                              |         |                  |                                                    |  |  |
|             |                                              |         |                  |                                                    |  |  |

| 2 de mayo | River Plate                                  | 108–93  | El Nacional (BB) |                                                    |  |  |
|           | Parciales: 32 - 27, 37 - 26 27 - 15, 12 - 25 |         |                  |                                                    |  |  |
|           |                                              | Reporte |                  | Pabellón: Microestadio de River Plate Buenos Aires |  |  |
| 2 - 0     |                                              |         |                  |                                                    |  |  |
|           |                                              |         |                  |                                                    |  |  |

| 6 de mayo | El Nacional (BB)                             | 81–82   | River Plate |                                                 |  |  |
|           | Parciales: 18 - 17, 21 - 23 24 - 19, 18 - 23 |         |             |                                                 |  |  |
|           |                                              | Reporte |             | Pabellón: Estadio Osvaldo Casanova Bahía Blanca |  |  |
| 0 - 3     |                                              |         |             |                                                 |  |  |
|           |                                              |         |             |                                                 |  |  |

### Segundo ascenso
|  | Reclasificación  | Reclasificación |              |   | Semifinales | Semifinales |  |              | Final | Final |  |
|  |                  |                 |              |   |             |             |  |              |       |       |  |
|  |                  |                 |              |   |             |             |  |              |       |       |  |
|  |                  |                 |              |   |             |             |  |              |       |       |  |
|  |                  |                 |              |   |             |             |  |              |       |       |  |
|  |                  |                 |              |   |             |             |  |              |       |       |  |
|  |                  | Quimsa          | 0            |   |             |             |  |              |       |       |  |
|  |                  |                 | 0            |   |             |             |  |              |       |       |  |
|  |                  |                 | Conarpesa DM | 3 |             |             |  |              |       |       |  |
|  | Conarpesa DM     | 3               | Conarpesa DM | 3 |             |             |  |              |       |       |  |
|  | Conarpesa DM     | 3               |              |   |             |             |  |              |       |       |  |
|  | Ciclista (J)     | 0               |              |   |             |             |  |              |       |       |  |
|  | Ciclista (J)     | 0               |              |   |             |             |  | Conarpesa DM | 1     |       |  |
|  |                  |                 |              |   |             |             |  | Conarpesa DM | 1     |       |  |
|  |                  |                 | Regatas (C)  | 3 |             |             |  |              |       |       |  |
|  |                  |                 | Regatas (C)  | 3 |             |             |  |              |       |       |  |
|  |                  |                 |              |   |             |             |  |              |       |       |  |
|  |                  |                 |              |   |             |             |  |              |       |       |  |
|  |                  | Olimpia Mami    | 1            |   |             |             |  |              |       |       |  |
|  |                  |                 | 1            |   |             |             |  |              |       |       |  |
|  |                  |                 | Regatas (C)  | 3 |             |             |  |              |       |       |  |
|  | Regatas (C)      | 3               | Regatas (C)  | 3 |             |             |  |              |       |       |  |
|  | Regatas (C)      | 3               |              |   |             |             |  |              |       |       |  |
|  | Asociación Mitre | 0               |              |   |             |             |  |              |       |       |  |
|  | Asociación Mitre | 0               |              |   |             |             |  |              |       |       |  |
|  |                  |                 |              |   |             |             |  |              |       |       |  |

El equipo situado en la primera línea es el que obtuvo la ventaja de localía.

#### Reclasificación
Coarpesa/Deportivo Madryn - Ciclista Juninense
| 2 de abril | Conarpesa - Dep. Madryn                      | 88–71   | Ciclista Juninense |                                            |  |  |
|            | Parciales: 19 - 11, 14 - 16 33 - 21, 22 - 23 |         |                    |                                            |  |  |
|            |                                              | Reporte |                    | Pabellón: Palacio Aurinegro, Puerto Madryn |  |  |
| 1 - 0      |                                              |         |                    |                                            |  |  |
|            |                                              |         |                    |                                            |  |  |

| 4 de abril | Conarpesa - Dep. Madryn                      | 86–82   | Ciclista Juninense |                                            |  |  |
|            | Parciales: 23 - 18, 19 - 16 21 - 28, 23 - 20 |         |                    |                                            |  |  |
|            |                                              | Reporte |                    | Pabellón: Palacio Aurinegro, Puerto Madryn |  |  |
| 2 - 0      |                                              |         |                    |                                            |  |  |
|            |                                              |         |                    |                                            |  |  |

| 9 de abril | Ciclista Juninense                          | 67–69   | Conarpesa - Dep. Madryn |                                        |  |  |
|            | Parciales: 15 - 29, 24 - 16 13 - 6, 15 - 18 |         |                         |                                        |  |  |
|            |                                             | Reporte |                         | Pabellón: Coliseo del Boulevard, Junín |  |  |
| 0 - 3      |                                             |         |                         |                                        |  |  |
|            |                                             |         |                         |                                        |  |  |

Regatas (Corrientes) - Asociación Mitre
| 2 de abril | Regatas (C)                                  | 104–68  | Asociación Mitre |                                                 |  |  |
|            | Parciales: 26 - 18, 22 - 15 24 - 14, 32 - 21 |         |                  |                                                 |  |  |
|            |                                              | Reporte |                  | Pabellón: Estadio José Jorge Contte, Corrientes |  |  |
| 1 - 0      |                                              |         |                  |                                                 |  |  |
|            |                                              |         |                  |                                                 |  |  |

| 4 de abril | Regatas (C)                                  | 96–80   | Asociación Mitre |                                                 |  |  |
|            | Parciales: 16 - 21, 29 - 21 28 - 21, 23 - 17 |         |                  |                                                 |  |  |
|            |                                              | Reporte |                  | Pabellón: Estadio José Jorge Contte, Corrientes |  |  |
| 2 - 0      |                                              |         |                  |                                                 |  |  |
|            |                                              |         |                  |                                                 |  |  |

| 9 de abril | Asociación Mitre                             | 82–97   | Regatas (C) |                                                          |  |  |
|            | Parciales: 22 - 19, 18 - 21 18 - 20, 24 - 27 |         |             |                                                          |  |  |
|            |                                              | Reporte |             | Pabellón: Estadio Augusto Machado, San Miguel de Tucumán |  |  |
| 0 - 3      |                                              |         |             |                                                          |  |  |
|            |                                              |         |             |                                                          |  |  |

#### Semifinales
Quimsa - Conarpesa/Deportivo Madryn
| 16 de abril | Quimsa                                      | 70–72   | Conarpesa - Dep. Madryn |                                               |  |  |
|             | Parciales: 18 - 20, 19 - 27 19 - 6, 14 - 19 |         |                         |                                               |  |  |
|             |                                             | Reporte |                         | Pabellón: Estadio Ciudad, Santiago del Estero |  |  |
| 0 - 1       |                                             |         |                         |                                               |  |  |
|             |                                             |         |                         |                                               |  |  |

| 18 de abril | Quimsa                                       | 82–88   | Conarpesa - Dep. Madryn |                                               |  |  |
|             | Parciales: 27 - 18, 15 - 26 18 - 24, 22 - 20 |         |                         |                                               |  |  |
|             |                                              | Reporte |                         | Pabellón: Estadio Ciudad, Santiago del Estero |  |  |
| 0 - 2       |                                              |         |                         |                                               |  |  |
|             |                                              |         |                         |                                               |  |  |

| 23 de abril | Conarpesa - Dep. Madryn                      | 93–82   | Quimsa |                                            |  |  |
|             | Parciales: 21 - 26, 27 - 20 22 - 17, 23 - 19 |         |        |                                            |  |  |
|             |                                              | Reporte |        | Pabellón: Palacio Aurinegro, Puerto Madryn |  |  |
| 3 - 0       |                                              |         |        |                                            |  |  |
|             |                                              |         |        |                                            |  |  |

Olimpia Mami - Regatas (Corrientes)
| 16 de abril | Olimpia Mami                                 | 63–69   | Regatas (C) |                                             |  |  |
|             | Parciales: 16 - 15, 20 - 14 17 - 23, 10 - 17 |         |             |                                             |  |  |
|             |                                              | Reporte |             | Pabellón: Estadio de Olimpia, Venado Tuerto |  |  |
| 0 - 1       |                                              |         |             |                                             |  |  |
|             |                                              |         |             |                                             |  |  |

| 18 de abril | Olimpia Mami                                 | 96–82   | Regatas (C) |                                             |  |  |
|             | Parciales: 23 - 22, 25 - 19 24 - 20, 24 - 21 |         |             |                                             |  |  |
|             |                                              | Reporte |             | Pabellón: Estadio de Olimpia, Venado Tuerto |  |  |
| 1 - 1       |                                              |         |             |                                             |  |  |
|             |                                              |         |             |                                             |  |  |

| 23 de abril | Regatas (C)                                 | 84–63   | Olimpia Mami |                                                                 |  |
|             | Parciales: 25 - 16, 9 - 14 22 - 21, 28 - 12 |         |              |                                                                 |  |
|             |                                             | Reporte |              | Pabellón: Estadio José Jorge Contte, Corrientes Árbitros: 2 - 1 |  |

| 25 de abril | Regatas (C)                                 | 85–80   | Olimpia Mami |                                                 |  |  |
|             | Parciales: 20 - 25, 17 - 8 28 - 20, 20 - 27 |         |              |                                                 |  |  |
|             |                                             | Reporte |              | Pabellón: Estadio José Jorge Contte, Corrientes |  |  |
| 3 - 1       |                                             |         |              |                                                 |  |  |
|             |                                             |         |              |                                                 |  |  |

#### Final
Conarpesa/Deportivo Madryn - Regatas (Corrientes)
| 30 de abril | Conarpesa - Dep. Madryn                      | 75–78   | Regatas (C) | |  |  |
|             | Parciales: 17 - 17, 17 - 20 16 - 18, 25 - 23 |         |             | |  |  |
|             |                                              | Reporte |             | Pabellón: Palacio Aurinegro, Puerto Madryn Árbitros: Horacio Sedán, Juan Comelli, Oscar Martinetto |  |  |
| 0 - 1       |                                              |         |             | |  |  |
|             |                                              |         |             | |  |  |

| 2 de mayo | Conarpesa - Dep. Madryn                     | 89–77   | Regatas (C) |                                                                                               |  |  |
|           | Parciales: 22 - 19, 24 - 8 20 - 21, 23 - 29 |         |             |                                                                                               |  |  |
|           |                                             | Reporte |             | Pabellón: Palacio Aurinegro, Puerto Madryn Árbitros: Juan Fernández, Raúl Imosi, Pablo Leyton |  |  |
| 1 - 1     |                                             |         |             |                                                                                               |  |  |
|           |                                             |         |             |                                                                                               |  |  |

| 6 de mayo | Regatas (C)                                  | 90–85   | Conarpesa - Dep. Madryn |                                                 |  |  |
|           | Parciales: 23 - 27, 27 - 14 27 - 22, 13 - 22 |         |                         |                                                 |  |  |
|           |                                              | Reporte |                         | Pabellón: Estadio José Jorge Contte, Corrientes |  |  |
| 2 - 1     |                                              |         |                         |                                                 |  |  |
|           |                                              |         |                         |                                                 |  |  |

| 8 de mayo | Regatas (C)                                  | 78–63   | Conarpesa - Dep. Madryn |                                                 |  |  |
|           | Parciales: 17 - 22, 26 - 10 16 - 14, 19 - 20 |         |                         |                                                 |  |  |
|           |                                              | Reporte |                         | Pabellón: Estadio José Jorge Contte, Corrientes |  |  |
| 3 - 1     |                                              |         |                         |                                                 |  |  |
|           |                                              |         |                         |                                                 |  |  |

### Final por el campeonato
| 21 de mayo | River Plate                                  | 102–95  | Regatas (C) |                                                    |  |  |
|            | Parciales: 28 - 28, 20 - 16 26 - 22, 28 - 29 |         |             |                                                    |  |  |
|            |                                              | Reporte |             | Pabellón: Microestadio de River Plate Buenos Aires |  |  |
| 1 - 0      |                                              |         |             |                                                    |  |  |
|            |                                              |         |             |                                                    |  |  |

| 23 de mayo | River Plate                                 | 101–87  | Regatas (C) |                                                    |  |  |
|            | Parciales: 26 - 30, 22 - 18 33- 18, 20 - 21 |         |             |                                                    |  |  |
|            |                                             | Reporte |             | Pabellón: Microestadio de River Plate Buenos Aires |  |  |
| 2 - 0      |                                             |         |             |                                                    |  |  |
|            |                                             |         |             |                                                    |  |  |

| 28 de mayo | Regatas (C)                                  | 86–93   | River Plate |                                                |  |  |
|            | Parciales: 21 - 22, 15 - 13 30 - 30, 20 - 28 |         |             |                                                |  |  |
|            |                                              | Reporte |             | Pabellón: Estadio José Jorge Contte Corrientes |  |  |
| 0 - 3      |                                              |         |             |                                                |  |  |
|            |                                              |         |             |                                                |  |  |

River Plate

Campeón

1.er título

Primer ascenso